# Nanteuil-la-Forêt
Nanteuil-la-Forêt è un comune francese di 235 abitanti situato nel dipartimento della Marna nella regione del Grand Est.

## Società

### Evoluzione demografica
Abitanti censiti